# Heriades wellmani
Heriades wellmani är en biart som beskrevs av Cockerell 1908. Heriades wellmani ingår i släktet väggbin, och familjen buksamlarbin. Inga underarter finns listade i Catalogue of Life.